# Thomas Leonard Harrold

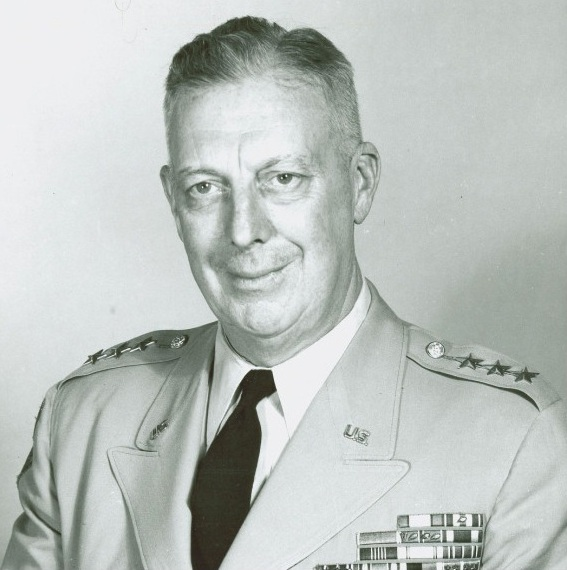
Thomas L. Harrold

Thomas Leonard Harrold (* 21. Juni 1902 in San Diego, Kalifornien; † 16. Juni 1973 in Fort Lauderdale, Florida) war ein Generalleutnant der United States Army. Er kommandierte unter anderem das III. Korps.

## Militärische Karriere
Thomas Harrold besuchte die öffentlichen Schulen seiner Heimat. In den Jahren 1921 bis 1925 durchlief er die United States Military Academy in West Point. Nach seiner Graduation wurde er als Leutnant der Kavallerie zugeteilt. In der Armee durchlief er anschließend alle Offiziersränge bis zum Dreisterne-General. In seinen jüngeren Jahren absolvierte er den für Offiziere in den niederen Rangstufen üblichen Dienst in verschiedenen Einheiten und Standorten.
Im Verlauf seiner militärischen Karriere absolvierte er verschiedene Kurse und Schulungen. Dazu gehörten unter anderem der Cavalry Officers Course (1930) und das Command and General Staff College (1942). Zwischenzeitlich war er Dozent an der Militärakademie. Während des Zweiten Weltkriegs war er auf dem europäischen Kriegsschauplatz eingesetzt. Von September 1942 bis Ende Mai 1943 war er Stabsoffizier in der 9. Panzerdivision. Die folgenden vier Monate kommandierte er das 52. Infanterieregiment, ehe er das Kommando über die Einheit Combat Command A der 9. Panzerdivision übernahm. Dieses Kommando bekleidete er vom 9. Oktober 1943 bis zum 30. November 1945. Seine Einheit war an der Operation Fortitude beteiligt, einem Ablenkungsmanöver von der in der Normandie geplanten Landung der Alliierten. Später marschierte seine Einheit zusammen mit anderen Einheiten durch Frankreich Richtung Deutschland. Dabei spielte Harrolds Einheit eine wichtige Rolle bei der Abwehr der deutschen Ardennenoffensive. Danach drang sie weiter nach Deutschland vor.
Im Mai 1945 erreichte Thomas Harrold mit seiner Beförderung zum Brigadegeneral die Generalsränge. Nachdem er von Dezember 1945 bis Mai 1946 die Schulungseinheiten der Panzerschule kommandierte (Commanding General School Troops, Armored School), übernahm er am 6. Mai 1946 das Kommando über die 3. Brigade der United States Constabulary, die in der amerikanischen Besatzungszone in Deutschland für die Aufrechterhaltung der Ordnung zuständig war. Dieses Amt hatte er bis zum 16. Juni 1947 inne. Anschließend war er bis zum 2. November 1948 Stabsoffizier (Director of Civil Affairs Division) bei der amerikanischen Militärverwaltung für Deutschland. Danach war er bis 1949 beim damaligen US European Command Stabsoffizier in der Abteilung G5. Es folgten jeweils kurze Dienstzeiten als Stabsoffizier der Panzerschule (Assistant Commandant of the Armored School) und als stellvertretender Kommandeur des I. Korps.
Ab Sommer 1951 übernahm Thomas Harrold Kommandostellen über größere Militärverbände. Von Juli 1951 bis März 1952 kommandierte er die 1. Kavalleriedivision, die in jenen Jahren aktiv am Koreakrieg teilnahm. In den Jahren 1952 und Anfang 1953 kommandierte er das XVI. Korps. Von Januar 1953 bis Juni 1954 hatte er den Oberbefehl über die 10. Gebirgsdivision. Von August bis November 1954 kommandierte er die 8. Infanteriedivision. Anschließend wurde er Befehlshaber des in Fort Hood in Texas stationiertem III. Korps. Diesen Posten bekleidete er in den Jahren 1954 bis 1956. In den folgenden zwei Jahren bis 1958 kommandierte er die amerikanischen Truppen in der Karibik, ehe er die Leitung des National War College übernahm. In dieser Funktion blieb er bis zu seinem Eintritt in den Ruhestand im Jahr 1961.

## Persönliches
Thomas Harrold verbrachte seinen Lebensabend in Fort Lauderdale in Florida, wo er am 16. Juni 1973 verstarb. Er wurde auf dem Nationalfriedhof Arlington beigesetzt.

## Orden und Auszeichnungen
Thomas Harrold erhielt im Lauf seiner militärischen Laufbahn unter anderem folgende Auszeichnungen:
- Army Distinguished Service Medal (2-Mal)
- Silver Star (2. Mal)
- Legion of Merit
- Bronze Star Medal (3-Mal)